# Urospermum picroides
Das Bitterkraut-Schwefelkörbchen (Urospermum picroides) ist eine Pflanzenart aus der Gattung der Schwefelkörbchen (Urospermum) und damit der Familie der Korbblütler (Asteraceae).

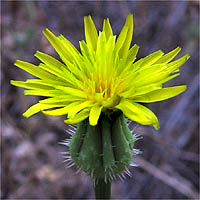
Blütenstand

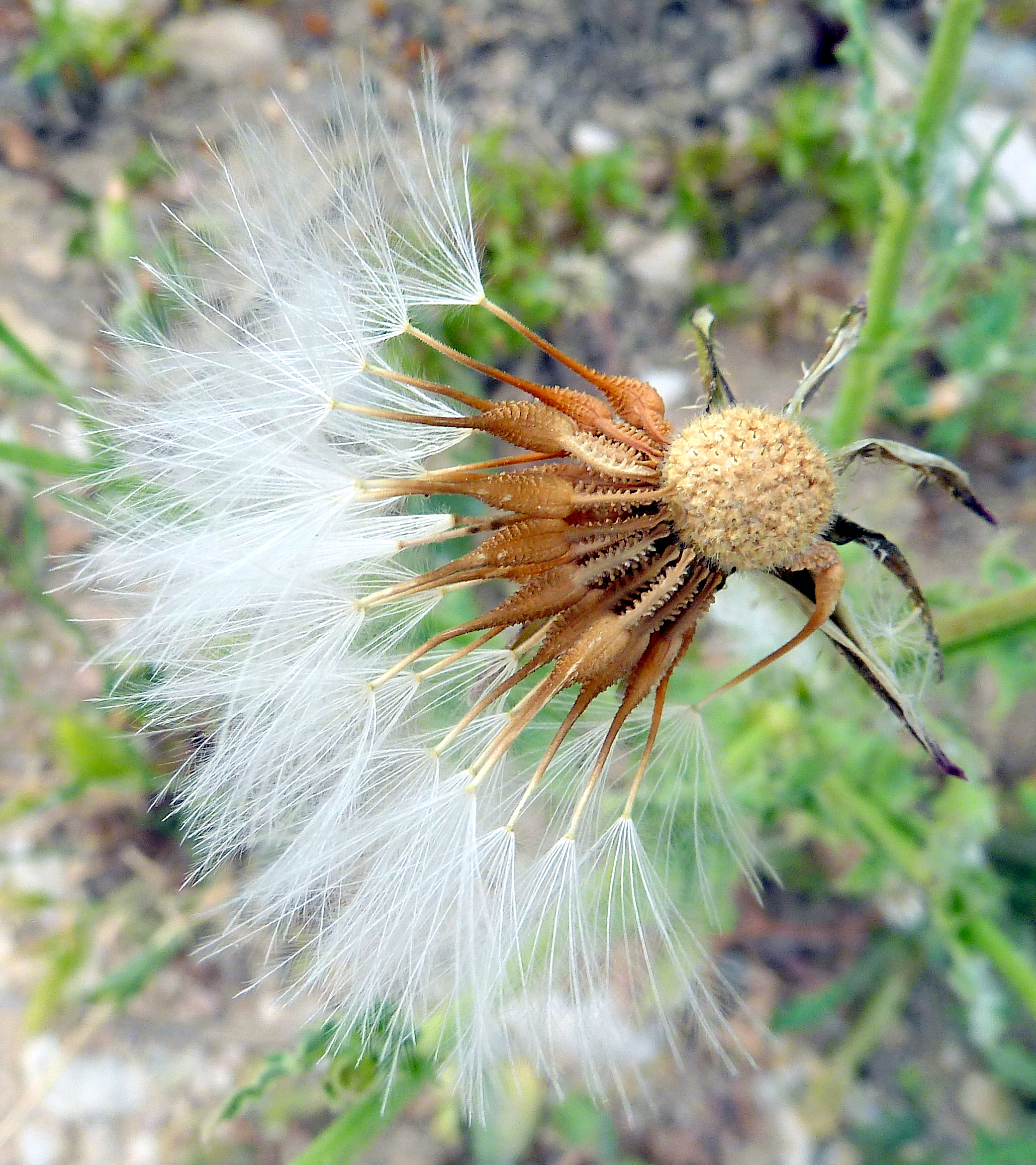
Fruchtstand: Korbboden und Achänen mit Pappus

## Beschreibung
Urospermum picroides ist ein einjähriger Schaft-Therophyt, der Wuchshöhen von 30 bis 45 Zentimeter erreicht. Der Stängel ist aufrecht, nur wenig verzweigt und rauhaarig. Die Blätter sind eiförmig-länglich, schrotsägeförmig, ausgebissen gezähnelt und halbstängelumfassend.
Die Blütenhülle ist eiförmig. Die Hüllblätter sind einreihig, am Grund verbunden, lineal-lanzettlich, lang zugespitzt und borstig behaart. Die Köpfchen haben einen Durchmesser bis 40 Millimeter. Die Zungenblüten sind hellgelb. Der Fruchtschnabel ist 6 bis 8 Millimeter lang, dünn, hohl, zylindrisch und mit kurzen Haaren bedeckt. Der Pappus ist weiß.
Die Blütezeit reicht von Februar bis Juli.
Die Chromosomenzahl beträgt 2n = 10.

## Vorkommen
Urospermum picroides kommt im Mittelmeerraum vor. Das ursprüngliche Verbreitungsgebiet reicht von den Kanaren, Madeira und Nordafrika über Südeuropa bis Westasien, zum Kaukasusraum und bis Pakistan. Als Neophyt kommt die Art aber auch auf den Azoren, in Kalifornien, Uruguay, Argentinien und Chile, in Südafrika in den Provinzen Westkap, Ostkap und KwaZulu-Natal und im westlichen und südlichen Australien vor.
Auf Kreta wächst die Art in Olivenhainen, Phrygana, Schutthalden und Ruderalstellen in Höhenlagen von 0 bis 1300 Meter.

## Taxonomie
Das Bitterkraut-Schwefelkörbchen wurde von Carl von Linné als Tragopogon picroides in Sp. Pl.: 790, 1753 erstbeschrieben. Die Art wurde dann von F.W. Schmidt in Samml. Phys.-Ökon. Aufsätze 1: 275, 1795 in die Gattung Urospermum gestellt. Synonyme für Urospermum picroides (L.) F.W.Schmidt sind Daumailia spinulosa Arènes, Tragopogon asper L. und Urospermum asperum (L.) DC.